# Nima Taheri
Nima Taheri là cầu thủ bóng đá người Iran ở vị trí hậu vệ trung tâm cho câu lạc bộ ở Iran Zob Ahan ở giải Persian Gulf Pro League.